# Rhinolophus euryale
Il ferro di cavallo euriale (Rhinolophus euryale  Blasius, 1853) è un pipistrello della famiglia dei Rinolofidi diffuso nell'Ecozona paleartica.

## Descrizione

### Dimensioni
Pipistrello di medie dimensioni, con la lunghezza della testa e del corpo tra 43 e 58 mm, la lunghezza dell'avambraccio tra 43 e 51 mm, la lunghezza della coda tra 22 e 30 mm, la lunghezza delle orecchie tra 17 e 27 mm e un peso fino a 17,5 g.

### Aspetto
La pelliccia è lunga, soffice e lanuginosa. Le parti dorsali bruno-grigiastre con dei riflessi rossastri o giallastri e la base dei peli biancastra, mentre le parti ventrali sono molto più chiare. La sottospecie R.c.parvus ha una macchia chiara dietro la base anteriore di ogni orecchio. Le orecchie sono corte. La foglia nasale presenta una lancetta triangolare e con la punta smussata, un processo connettivo a forma di corno elevato, appuntito e curvato in avanti, una sella con i bordi paralleli, l'estremità arrotondata e priva di peli. La porzione anteriore non copre completamente il muso ed è provvista di un incavo centrale superficiale alla base. Il labbro inferiore ha tre solchi longitudinali. Le membrane alari sono marroni chiare, la prima falange del quarto dito è relativamente corta. La coda è lunga ed inclusa completamente nell'ampio uropatagio. Il primo premolare superiore è piccolo e situato lungo la linea alveolare. Il cariotipo è 2n=58 FNa=60.

### Ecolocazione
Emette ultrasuoni ad alto ciclo di lavoro con impulsi di lunga durata a frequenza costante di 101–108 kHz.

## Biologia

### Comportamento
Si rifugia all'interno di grotte e più raramente in edifici e miniere dove forma grandi colonie fino a 2.000 individui, spesso insieme ad altri ferri di cavallo, al vespertilio smarginato, vespertilio di Capaccini e il miniottero comune. Entra in ibernazione in inverno durante il quale si sposta nei ricoveri verso le entrate a temperature intorno ai 10-12,5 °C, mentre in estate le femmine formano vivai di 50-400 esemplari, con i maschi talvolta presenti. L'attività predatoria inizia tardi la sera. Il volo è lento, fluttuante ed altamente manovrato, può rimanere sospeso in aria. È una specie sedentaria con spostamenti massimi fino a 134 km.

### Alimentazione
Si nutre di lepidotteri e in misura minore di neurotteri e ditteri catturati nella vegetazione od occasionalmente anche al suolo e divorati sopra specifici posatoi.

### Riproduzione
Danno alla luce un piccolo alla volta tra giugno e agosto. Raggiungono la maturità sessuale a due o tre anni.

## Distribuzione e habitat
Questa specie è diffusa in maniera frammentata nell'Europa meridionale, Africa nord-occidentale e nel vicino oriente fino all'Iran nord-orientale. In Italia è presente su tutto il territorio.
Vive nelle foreste decidue di sclerofille, radure semi-desertiche, boscaglie in zone calcaree in prossimità di fonti d'acqua fino a 1.000 metri di altitudine.

## Tassonomia
Sono state riconosciute 2 sottospecie:
- R.e.euryale: Portogallo, Spagna, Francia, Corsica, Italia, Sardegna, Sicilia, Slovacchia sud-orientale, Ungheria centro-settentrionale, Slovenia, Bosnia ed Erzegovina, Croazia, Montenegro, Macedonia, Serbia, Albania, Bulgaria, Romania, Turchia europea, Anatolia occidentale, meridionale e nord-orientale, Armenia, Azerbaigian, Georgia, Russia sud-occidentale, Iraq settentrionale, Iran nord-occidentale, occidentale e nord-orientale, Turkmenistan meridionale; Marocco, Algeria e Tunisia settentrionali;
- R.e.judaicus (Andersen & Matschie, 1904): Palestina, Israele settentrionale, Giordania nord-occidentale, Libano, Siria occidentale.

Alcuni autori considerano quest'ultima sottospecie un sinonimo del ferro di cavallo di Mehely.

## Conservazione
La IUCN Red List, considerato il declino della popolazione stimato del 30% negli ultimi 27 anni, classifica R.euryale come specie prossima alla minaccia di estinzione (Near Threatened).